# Tỉnh Nghiên
Tỉnh Nghiên (chữ Hán giản thể: 井研县, âm Hán Việt: Tỉnh Nghiên huyện) là một huyện thuộc địa cấp thị Lạc Sơn, tỉnh Tứ Xuyên, Cộng hòa Nhân dân Trung Hoa. Huyện này có diện tích 841 km2, dân số 420.000 người. Mã số bưu chính là 613100. Huyện Tỉnh Nghiên được chia thành 10 trấn và 17 hương.
- Trấn: Nghiên Thành, Mã Đạp, Trúc Viên, Vương Thôn, Tam Giang, Thiên Phật, Châu Pha, Nghiên Kinh, Đông Lâm, Ma Trì.
- Hương:Tập Ích, Thuần Phục, Tam Giáo, Cao Than, Bảo Ngũ, Tứ Hợp, Hoàng Bát, Thắng Tuyền, Thạch Ngưu, Môn Khảm, Cao Phượng, Kim Phong, Phân Toàn, Trấn Dương, Thiên Vân, Ô Phao, Đại Phật.